# Concert per a piano núm. 1 (Prokófiev)
El Concert per a piano núm. 1 en re bemoll major, op. 10, fou compost per Serguei Prokófiev entre 1911 i 1912. Amb un únic moviment en tres seccions, és el més curt dels seus cinc concerts per a piano, i dura només al voltant d'un quart d'hora. Es considera la seva primera obra de maduresa.
Prokófiev, de vint-i-un anys, actua com a solista presentant el seu primer concert per a piano a Moscou. La majoria dels crítics el menyspreen i fins i tot el musicòleg Leonid Sabanéiev escriu que «aquesta rítmica, dura i tosca cacofonia primitiva difícilment mereix ser anomenada música».

## Estructura
El concert es pot dividir en tres seccions:
1. Allegro brioso (7-8 min)
2. Andante assai (4-5 min)
3. Allegro scherzando (4-5 min)

## Origen i context
Prokófiev no considerava molt rendible assistir a les classes de Liàdov i fins i tot Rimski-Kórsakov, considerant que volia forjar un estil personal per si mateix implacable. "La qualitat essencial de la meva vida ha estat sempre la recerca de l'originalitat del meu propi estil musical. Odio les imitacions, així com coses que ja estan de coneixement comú". Va ser en aquest estat d'ànim que, a la primavera de 1912, quan encara era al Conservatori, que va compondre aquest concert, que ell havia planejat originalment com un modest concertino. El treball es va desenvolupar gradualment al llarg de les línies del que sembla haver estat el seu model: el Concert de Liszt en la major. Encara que dividida en tres episodis, el concert és un poema en un sol moviment. Prokófiev va declarar amb modèstia que aquesta era potser la seva primera composició més o menys madura quant a la seva concepció i realització.
S'estrenà el 7 d'agost de 1912 en els Concerts d'Estiu a Sokolniki (afores de Moscou) amb el compositor com a solista i Konstantín Saràdjev en la direcció. El seu talent en el teclat, la seva autoritat i la sonoritat percussiva, va causar una gran impressió. Prokófiev dedicà el seu primer concert per a piano a Nikolai Txerepnín. Els crítics, i en primer lloc Miaskovski, van defensar el treball "revolucionari" com "un dels més originals en el repertori de concert per a piano", mentre que els músics, com Sabaniev, encara defensors de la música de Scriabin, van escriure: "Considero que seria una deshonra per a la música pretendre donar-li aquest mot a la partitura enèrgica, rítmica i rude del senyor Prokófiev".
La primera i última secció tenen una relació temàtica clara, ja que el concert comença i acaba en re bemoll major en un espaiós tema principal. La secció mitjana (en sol sostingut menor) és més fosc i menys gloriós que els altres dos.
Prokófiev guanyà el Premi Anton Rubinstein amb una actuació d'aquesta obra al Conservatori de Sant Petersburg el 18 de maig de 1914, amb el jurat encapçalat per Aleksandr Glazunov.

## Instrumentació
Piano solista, quintet de cordes, flautí, dues flautes, dos oboès, dos clarinets, dos fagots, contrafagot, quatre trompes, dues trompetes, tres trombons, tuba, timbales, glockenspiel.